# Aaron Swartz
Aaron Hillel Swartz, ameriški programer, pisec in internetni aktivist, * 8. november 1986, Chicago, Illinois, Združene države Amerike, † 11. januar 2013, New York.
Za računalništvo in spletno kulturo se je zanimal že od otroštva. Pri štirinajstih je bil del ekipe, ki je postavila standard RSS 1.0, kmalu pa se je posvetil tudi spletnim socialnim omrežjem in drugim načinom izmenjevanja informacij prek interneta. Med drugim je ustanovil podjetje za razvoj omrežja Infogami, ki se je kasneje združilo s podjetjem, ki upravlja socialno omrežje Reddit.
Po končani srednji šoli je vpisal študij sociologije na Univerzi Stanford, kjer pa se je dolgočasil, zato ga je opustil po enem letu. Postal je aktiven na področju problematike avtorskih pravic, dostopa do informacij in zasebnosti na spletu; kot študent etike na Univerzi Harvard je sodeloval s pravnikom in aktivistom Lawrenceom Lessigom na več projektih, kot je Creative Commons. Med drugim je soustanovil skupino Demand Progress, ki je bila ena od vidnejših skupin nasprotnikov spornega predloga zakona Stop Online Piracy Act.
John Gruber je v sodelovanju s Swartzem pri skladnji leta 2004 ustvaril lahki označevalni jezik Markdown s ciljem, da bi ljudje »lahko pisali s pomočjo lahkoberljivega in lahkozapisljivega formata enostavnega besedila ter ga pretvorili v strukturno veljavni XHTML (ali HTML).« Swartz  je tudi avtor prevajalnika html2text. Na skladnjo jezika Markdown je vplival Swartzev zgodnejši jezik atx (2002), ki je danes znan v glavnem po svoji skladnji za določevanje zaglavij (headers), znani kot atx-style headers:
```
# H1-header
## H2-header
...
###### H6-header

```

Sam jezik Markdown pa se veliko rabi.
V prizadevanju za prosti dostop do informacij je kot del skupine aktivistov pridobil 20 milijonov dokumentov iz sistema Pacer za elektronski dostop do arhivov ameriških zveznih sodišč, ki je sicer uporabnikom zaračunaval dostop, in jih objavil brezplačno na spletu. Zaradi tega dejanja je bil časovno omejen brezplačni dostop do Pacerja ukinjen, skupino pa je preiskovala celo FBI, vendar jim niso mogli pripisati nezakonitega početja. Swartzeva naslednja poteza je bila pridobitev več milijonov znanstvenih člankov iz plačljive baze JSTOR preko omrežja Tehnološkega inštituta Massachusettsa (MIT). Po lastnih besedah je to storil zaradi nestrinjanja s politiko JSTOR, ki deli prihodek od prodaje dostopa do del z založniki namesto z avtorji. Kljub temu, da dokumentov ni objavil, ga je začelo sodno preganjati tožilstvo zvezne države Massachusetts pod vodstvom Carmen M. Ortiz. Vodstvo MIT se ni želelo vpletati v spor, z JSTOR se je v civilni tožbi pogodil, tožilka pa ni opustila primera, zato mu je grozila do 35-letna zaporna kazen in denarna kazen skoraj milijon USD.
Swartza, ki se je dolga leta boril z depresijo, so še pred začetkom procesa, januarja 2013, našli obešenega v njegovem stanovanju v Brooklynu. Več komentatorjev je izrazilo prepričanje, da je k tej njegovi odločitvi prispevalo grobo ravnanje sodnih oblasti v primeru proti njemu, zato je bila tožilka deležna številnih kritik.